# 아라비아오릭스
아라비아오릭스(Arabian oryx)는 뚜렷한 어깨 혹, 길고 곧은 뿔, 털이 있는 꼬리를 가진 중간 크기의 영양이다. 이 영양은 소과이며 아라비아반도의 사막과 초원 지역이 원산지인 오릭스 속에서 가장 작은 종이다. 아라비아오릭스는 1970년대 초에 야생에서 멸종되었지만 동물원과 개인 보호구역에서 보호되었다가 1980년부터 야생에 다시 도입되었다.
1986년, 아라비아오릭스는 IUCN 적색 목록에서 멸종위기종으로 분류되었고, 2011년에는 야생에서 멸종된 후 취약한 상태로 돌아간 최초의 동물로 기록되었다. 이 동물은 CITES 부속서 I에 등재되어 있다. 2016년에는 야생 개체 수가 1,220마리로 추정되었으며, 그 중 850마리는 성숙한 개체였고, 전 세계적으로 6,000~7,000마리는 포획된 것으로 추정되었다.

## 묘사

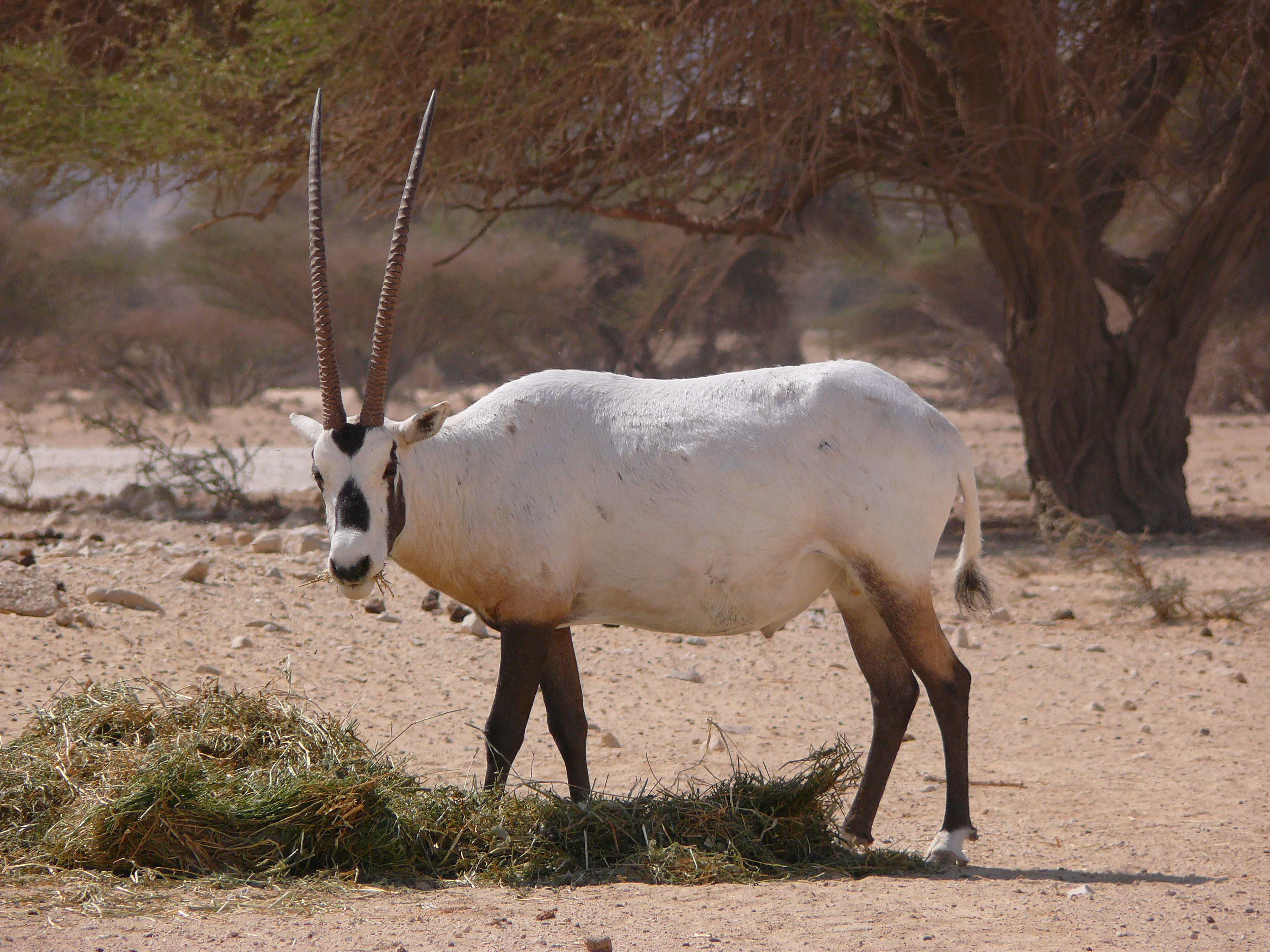
이스라엘 요트바타 하이바르 자연 보호구역의 아라비아오릭스

아라비아오릭스의 털은 거의 밝은 흰색이며, 아랫면과 다리는 갈색이며, 머리와 목, 이마, 코, 그리고 뿔에서 눈을 가로질러 입까지 이어지는 검은 줄무늬가 있다. 암수 모두 길고 곧은 또는 약간 구부러진 고리 모양의 뿔을 가지고 있으며, 길이는 0.61~1.49m이다. 어깨 높이는 0.79~1.25m 사이이며, 일반적으로 무게는 100~209kg 사이이다.

## 분포 및 서식지
역사적으로 아라비아오릭스는 아마도 중동 대부분 지역에 걸쳐 있었을 것이다. 1800년대 초반에는 시나이반도, 팔레스타인, 트란스요르단, 이라크의 대부분, 그리고 아라비아반도 대부분에서 여전히 발견될 수 있었다. 19세기와 20세기 초에는 그들의 서식지가 사우디아라비아로 밀려났고, 1914년까지 그 나라 밖에서는 소수만 살아남았다. 1930년대까지 요르단에서 몇몇 개체가 보고되었지만 1930년대 중반까지 남아 있는 개체 수는 사우디아라비아 북서부의 네푸드 사막과 남부의 룹알할리 사막뿐이었다.
1930년대에 아라비아 왕자와 석유 회사 점원들은 자동차와 소총으로 아라비아오릭스를 사냥하기 시작했다. 사냥의 규모가 커졌고, 일부는 300대에 달하는 차량을 고용하는 것으로 보고되었다. 20세기 중반까지 북부 개체는 사실상 멸종되었다. 1972년에 재도입되기 전 야생에서 마지막 아라비아오릭스가 보고되었다.
아라비아오릭스는 자갈 사막이나 단단한 모래에서 서식하는 것을 선호하며, 속도와 지구력이 대부분의 포식자와 사냥꾼으로부터 보호해 준다. 사우디아라비아의 모래 사막에서는 부드러운 모래 언덕과 능선 사이의 평지의 단단한 모래 지역에서 발견되곤 했다.
아라비아오릭스는 오만, 사우디아라비아, 이스라엘, 아랍에미리트, 시리아, 요르단에 재도입되었다. 하와르 군도, 바레인에는 소수의 개체가 유입되었고 카타르와 아랍에미리트의 여러 지역에서는 대규모 반관리 개체가 유입되었다. 현재 재도입된 총 개체는 약 1,000명으로 추정된다. 이로써 아라비아오릭스는 멸종위기에 처한 자격을 갖추기 위해 필요한 250명의 성숙한 개체 수를 훨씬 초과하게 되었다. 그러나 대부분의 개체는 사우디아라비아에 집중되어 있다.

## 행동생태학
아라비아오릭스는 낮의 더위 동안 휴식을 취한다. 그들은 강우량을 감지하고 그 방향으로 이동할 수 있으며, 이는 오만의 무리가 3,000km2 이상일 수 있음을 의미한다. 무리는 성별이 혼합되어 있으며 보통 2마리에서 15마리 사이의 동물을 포함하고 있지만, 최대 100마리까지 무리를 형성하는 것으로 보고되었다. 아라비아오릭스는 일반적으로 서로 공격적이지 않기 때문에 무리가 한동안 평화롭게 생존할 수 있다.

### 먹이
아라비아오릭스의 식단은 주로 풀로 구성되어 있지만 새싹, 허브, 과일, 괴경, 뿌리 등 다양한 식물을 먹는다. 아라비아오릭스 무리는 드물게 비가 와서 이후에 자라는 새로운 식물을 먹는다. 물 없이 몇 주 동안 이동할 수 있다. 오만에서는 주로 스티파그로스티스속의 풀을 먹으며, 스티파그로스티스 식물의 꽃은 조단백질과 수분 함량이 가장 높은 반면, 잎은 다른 식물과 함께 더 나은 먹이원으로 보였다.

### 행동
아라비아오릭스는 서식지를 돌아다니거나 먹지 않을 때 관목이나 나무 아래의 부드러운 땅에서 얕은 움푹 들어간 곳을 파서 휴식을 취한다. 멀리서도 강우량을 감지하고 신선한 식물이 자라는 방향으로 추적할 수 있다. 한 무리의 개체 수는 크게 다를 수 있지만 (때때로 최대 100마리까지 보고된 적이 있다), 평균 개체 수는 10마리 이하이다. 총각 무리는 발생하지 않으며 단일 영역 수컷은 드물다. 무리는 모든 암컷과 약 7개월 이상의 수컷을 포함하는 간단한 계층 구조를 확립한다. 아라비아오릭스는 다른 무리 구성원들과 시각적 접촉을 유지하는 경향이 있으며, 하위 수컷은 무리의 본체와 외부 암컷 사이의 위치를 차지한다. 분리되면 수컷은 무리가 마지막으로 방문한 지역을 수색하여 무리가 돌아올 때까지 고립된 생활을 하게 된다. 물과 방목 조건이 허용되는 경우 수컷 아라비아오릭스는 영역을 설정한다. 총각 수컷은 고립되어 있다. 무리 내에서 길고 날카로운 뿔이 잠재적으로 입을 수 있는 심각한 부상의 위험을 피하기 위해 자세를 취함으로써 지배적 계층 구조가 만들어진다. 수컷과 암컷은 뿔을 사용하여 침입자로부터 희소한 영역 자원을 방어한다.

## 보존
피닉스 동물원과 런던의 동물 및 식물 보존 협회 (현재의 동물 및 식물 국제)는 세계자연기금의 재정 지원을 받아 아라비아오릭스를 멸종위기에서 구한 공로를 인정받고 있다. 1962년, 이 단체들은 피닉스 동물원에서 "오릭스 작전"이라고도 불리는 최초의 포획 번식 무리를 시작했다. 피닉스 동물원은 아홉 마리의 동물을 시작으로 240마리 이상의 성공적인 출산을 기록했다. 이후 아라비아오릭스는 새로운 무리를 시작하기 위해 다른 동물원과 공원으로 보내졌다.